# Језерска пастрмка
Језерска пастрмка или језерска златовчица (лат. Salmo trutta - morpha lacustris) брза, веома лепа слатководна риба која живи у бистрим, чистим језерима, а припада фамилији Salmonidae.

## Опис и грађа
Језерска пастрмка има врло ситне крљушти, које чврсто належу на тело па их је стога тешко уочити. Први зракови у грудним, трбушним перајама, као и у подрепном перају су беле боје. Леђа су зеленкасто-црне боје, бокови тела сребрнкасти а трбух је бео. 
У периоду мрешћења, мења донекле боју тела. На телу постоје ретко распоређене крупне розикасте пеге у облику слова икс. 
Може да нарасте и до 1 m, али је обично мања од пола метра. Може достићи тежину до 10 kg, и старост до 15 година.

## Навике, станиште, распрострањеност
Живи у мору, а за време мреста мигрира у слатке воде. Међутим, постоје и немиграторне слатководне форме, као оне које насељавају Бохињско језеро и Пливско језеро. 
Типичан је становник хладних и кисеоником обогаћених вода. Иако претежно станује у језерима, могуће је наћи је и у рекама. Задржава се у близини обале, и то уз сама ушћа река. Путујући реком узводно на свом путу прескаче препреке.

## Размножавање
Језерска пастрмка полно сазрева у старости од 3 до 5 година при дужини од 50 до 60cm. Мрести се на песковитом и шљунковитом дну језера, од октобра до јануара. Уз обалу полаже 3000 до 6000 јаја. Развој ембриона у јајним опнама траје од 65 до 72 дана.